# Westerlauwersfrisisk
Westerlauwersfrisisk eller vestfrisisk er det ene af de officielle forvaltningssprog i Nederland. I Frisland (frisisk: Fryslân) bor godt 640.000 mennesker (2005), hvoraf 95 % forstår sproget. Godt 350.000 har frisisk som modersmål.
Ud over westerlauwersfrisisk tales på den slesvigske vestkyst mellem Husum og Vidåen samt på øerne udenfor en anden variant af frisisk: nordfrisisk. Både Tyskland og Nederland har anerkendt frisisk som minoritetssprog. Derfor er sproget beskyttet af den europæiske pagt for minoritetssprog.
Frisisk er et valgfag i Frisland, og man kan vælge at gå til eksamen i sproget ved de nederlandske undervisningsinstitutioner. Derudover er der også frisiske studieretninger ved universitet i Amsterdam og universitetet i Groningen.
I Frisland bliver der undervist i standardfrisisk, som er baseret på de to vestfrisiske dialekter kleifrisisk og woudfrisisk.

## Klassifikation
- Indoeuropæisk
  - Germansk
    - Vestgermansk
      - Anglo-frisisk
        - Frisisk
          - Westerlauwersfrisisk

## Inddeling
Westerlauwersfrisisk inddeles i:
- Kleifrisisk (i Kleistreek, som er en speciel del af Friesland, som kulturmæssigt skiller sig ud)
- Woudfrisisk (i de frisiske skove, et område af Friesland: Friese Wouden)
- Zuidwesthoeks (i Zuidwesthoek)
- Hindeloopers (i Hindeloopen)
- Aasters og Westers
- Schiermonnikoogs eller Eilanders (på Schiermonnikoog)